# Centroclisis
Centroclisis är ett släkte av insekter. Centroclisis ingår i familjen myrlejonsländor.

## Dottertaxa tillCentroclisis, i alfabetisk ordning[1]
- Centroclisis adnexa
- Centroclisis alluaudi
- Centroclisis aostae
- Centroclisis bandrensis
- Centroclisis benadirensis
- Centroclisis brachygaster
- Centroclisis cervina
- Centroclisis distincta
- Centroclisis dyscola
- Centroclisis eustalacta
- Centroclisis felina
- Centroclisis feralis
- Centroclisis gabonica
- Centroclisis indica
- Centroclisis infernalis
- Centroclisis insidiosa
- Centroclisis lanosa
- Centroclisis lineata
- Centroclisis lineatipennis
- Centroclisis lutea
- Centroclisis magnifica
- Centroclisis maillardi
- Centroclisis maligna
- Centroclisis malitiosa
- Centroclisis media
- Centroclisis mendax
- Centroclisis mendosa
- Centroclisis minor
- Centroclisis misera
- Centroclisis mordax
- Centroclisis nefasta
- Centroclisis negligens
- Centroclisis odiosa
- Centroclisis punctulata
- Centroclisis rufescens
- Centroclisis somalina
- Centroclisis speciosa
- Centroclisis taramassoi
- Centroclisis terribilis
- Centroclisis ustulata
- Centroclisis vitanda